# Слоновача
Слоновача (понегдје бјелокост) је коштана материја од које су грађене кљове слонова, али и праисторијских мамута, затим нилских коња, моржева, уљешура, дивљих свиња итд. Такође се односи генерално на предмете од слонове кости. Различите врсте слоноваче разликују се по боји и другим својствима. Уз помоћ спектроскопске методе, под микроскопом је могуће разликовати слоновачу азијског од слоноваче афричког слона. Слоновача се може обрађивати ручно и машински. Драж овог материјала је у млечној белини површине која с временом поприма жућкасти тон. Због своје скупоцености, која потиче од њене реткости и тешке обраде, слоновача је одувек била симбол друштвеног статуса. Хемијска структура зуба и кљова сисара је иста, без обзира на врсту порекла. Трговина одређеним зубима и кљовама осим слонових је добро успостављена и широко распрострањена; стога, „слоновача“ се може исправно користити за описивање зуба или кљова сисара од комерцијалног значаја који су довољно велики да се могу урезивати или резбарити.
Поред природне слоноваче, слоновача се такође може производити синтетички, те (за разлику од природне слоноваче) не захтева преузимање материјала од животиња. Тагуа ораси такође могу бити изрезбарени као слоновача.
Слоновача је цењена од давнина у уметности или мануфактури за израду низа предмета, од резбарија од слоноваче до лажних зуба, дирки за клавир, лепеза и домина. Слоновача је најважнији извор, али се такође користи слоновача од мамута, моржа, нилског коња, уљешура, китова убица, нарвала и брадавичасте свиње. Вапити такође имју два зуба од слоноваче, за које се верује да су остаци кљова њихових предака.
Национална и међународна трговина природном слоновачом угрожених врста као што су афрички и азијски слонови је незаконита. Енглеска ре ivory ултиматно потиче од староегипатског âb, âbu („слон“), преко латинског ebor- или ebur.

## Историја употребе
Слоновача се користила још у праисторији за израду разних идола, а затим и у древним цивилизацијама Египта, Месопотамије и Старе Грчке. У Старој Грчкој је била позната хризелефантинска техника вајара Фидије и његове школе, у којој су урађени Атина Партенос и Зевсов кип у Олимпији. У доба хеленистичке умјетности, од слоноваче се правила ситна пластика, употребни предмети, а у Старом Риму конзуларни диптиси, различити украси и предмети за игру. У раном хришћанству и византијској умјетности кипови светаца, реликвије, корице књига с библијским призорима, те бискупски пријестоли.
У доба романике и готике уз већ наведено слоновача се користила и за употребне предмете са умјетничким елементима (прибор за јело, ручице и корице за мачеве идр). У бароку и рококоу користила се за интарзије у дрвету, тоалетне луксузне предмете исл.
У Индији, Кини, Јапану и исламској умјетности од слоноваче су прављене статуе и рељефи са сакралним и еротским приказима те оружје, накит, фигуре за шах идр. Код других азијских и афричких народа слоновача је повезана са најранијим појавама рукотворина (идоли, оружје).
Данас је трговина слоновачом забрањена јер су се неке животињске врсте суочиле с истребљењем.

## Потрошња пре пластике
Пре него што је уведена пластика, слоновача је имала многе украсне и практичне употребе, углавном због беле боје коју представља када се обрађује. Раније се користила за израду ручки за прибор за јело, кугле за билијар, клавирских дирки, шкотских гајди, дугмади и широког спектра украсних предмета.
Синтетичке замене за слоновачу у употреби већине ових предмета развијају се од 1800. године: индустрија билијара је изазвала проналазаче да смисле алтернативни материјал који би могао да се произведе;‍:17 индустрија клавира је напустила слоновачу као кључни обложни материјал током 1970-их.
Слоновача се може узети од мртвих животиња - међутим, већина слоноваче потиче од слонова који су убијени због кљова. На пример, 1930. године за набавку 40 тона слоноваче било је потребно убити око 700 слонова. Друге животиње које су сада угрожене такође су биле жртве, на пример, нилски коњи, који имају веома тврду белу слоновачу која се цени за прављење вештачких зуба. У првој половини 20. века, крда кенијских слонова су опустошена због потражње за слоновачом, која се користила за клавирске типке.
Током ере арт декоа од 1912. до 1940. године, десетине (ако не и стотине) европских уметника користиле су слоновачу у производњи хризелефантинских статуа. Два најчешћа корисника слоноваче у својим вајарским делима били су Фердинанд Прајс и Клер Колинет.

## Доступност
Због брзог опадања популације животиња које је производе, увоз и продаја слоноваче у многим земљама је забрањена или строго ограничен. У десет година које су претходиле одлуци CITES-а 1989. да забрани међународну трговину слоновачом афричких слонова, популација афричких слонова опала је са 1,3 милиона на око 600.000. Истраживачи Агенције за истраживање животне средине (EIA) открили су да је CITES продаја залиха из Сингапура и Бурундија (270 тона односно 89,5 тона респективно) створила систем који је повећао вредност слоноваче на међународном тржишту, награђујући међународне кријумчаре и дајући им могућност да контролишу трговину и наставе да кријумчаре нову слоновачу.
Од забране слоноваче, неке земље јужне Африке су тврдиле да је њихова популација слонова стабилна или се повећава, и тврде су да би продаја слоноваче подржала њихове напоре за очување. Друге афричке земље се противе овом ставу, наводећи да обновљена трговина слоновачом ставља њихову сопствену популацију слонова под већу опасност од криволоваца који реагују на потражњу. CITES је дозволио продају 49 тона слоноваче из Зимбабвеа, Намибије и Боцване 1997. у Јапан.
Године 2007, под притиском Међународног фонда за добробит животиња, Ибеј је забранио сву међународну продају производа од слоноваче. Одлука је донета након неколико масовних покоља афричких слонова, пре свега покоља слонова у Закуми 2006. у Чаду. IFAW је открио да је до 90% трансакција слонова и слоноваче на Ибеју прекршило њихову сопствену политику по питању дивљих животиња и потенцијално би могло бити незаконито. У октобру 2008. Ибеј је проширио забрану, забранивши било какву продају слоноваче на Ибеју.
Новија продаја 2008. године од 108 тона из три земље и Јужне Африке обављена је у Јапану и Кини. Укључивање Кине као „одобрене“ земље увознице створило је огромну контроверзу, упркос томе што ју је подржао CITES, Светски фонд за природу и саобраћај. Тврдили су да Кина има контролу и да би продаја могла смањити цене. Међутим, цена слоноваче у Кини је нагло порасла. Неки верују да је то можда последица намерног подешавања цена од стране оних који су купили залихе, понављајући упозорења Јапанског друштва за заштиту дивљих животиња о намештању цена након продаје Јапану 1997. и монопола који је дат трговцима који су куповали залихе из Бурундија и Сингапура 1980-их.
Једна рецензирана студија из 2019. известила је да је стопа криволова афричких слонова у паду, при чему је годишња стопа смртности од криволова достигла врхунац од преко 10% у 2011. и пала на испод 4% до 2017. године. Студија је открила да су „годишње стопе криволова на 53 локације у снажној корелацији са показатељима потражње слоноваче на главним кинеским тржиштима, док су варијације између земаља и локација снажно повезане са показатељима корупције и сиромаштва. Овим налазима, аутори студије су препоручили акцију како би се смањила потражња за слоновачом у Кини и другим главним тржиштима и смањила корупција и сиромаштво у Африци.
Деветнаест афричких земаља је 2006. године потписало „Декларацију из Акре” позивајући се на потпуну забрану трговине слоновачом, а двадесет држава опсега је присуствовало састанку у Кенији позивајући на 20-годишњи мораторијум 2007. године.